# Zach Nichols
Zachary "Zach" Nichols é um personagem fictício da série americana Law & Order: Criminal Intent. Ele é interpretado por Jeff Goldblum.

## Trajetória do personagem
Em seu primeiro episódio, é revelado que Nichols foi parceiro do capitão Danny Ross há muitos anos. Sua primeira parceira, Megan Wheeler, demora a se acostumar com o novo parceiro. Eventualmente os dois desenvolvem uma relação amigável. Na atual temporada Zach Nichols é o personagem principal e também o único que ficou do elenco da 8ª temporada.

## Personalidade
Desde sua primeira aparição Nichols demonstra ser uma pessoa excêntrica. Sabe tocar piano, como mostrado em alguns episódios.